# Tekija šejh hadži Ahmed Nuruddin Tuzla
Tekija šejh hadži Ahmed Nuruddin, derviški hram u Tuzli. Pripada nakšibendijskom tarikatu.

## Povijest
Tijekom 20. stoljeća u Tuzli se nalazilo samo nekoliko derviša. U ožujku 1994. godine sa svojim dervišima šejh Ahmed ef. Mešić je u renoviranom mektebu Majdanske džamije otvorio Majdansku tekiju. Bila je to prva tekija otvorena u Tuzli nakon Drugog svjetskog rata. Šejh Ahmed ef. Mešić je za života pokrenuo i aktivnosti oko izgradnje nove nakšibendijske tekije u tom gradu, koja je otvorena 1996. godine i nosi njegovo derviško ime. Tekija je moderno zdanje, s više vrijednih rukopisa. Iza tekije se nalaze dva para nišana iz starijeg vremena.
Nakon što je 17. prosinca 1989. godine, na dan Mevlanine smrti, poznat pod imenom Šeb-i arus, šejh Ahmed ef. Mešić održao predavanje o Dželaluddinu Rumiju u Šarenoj džamiji u Tuzli, šejh Ahmed je sredinom sljedeće godine s uzvanicima Medžlisa Islamske zajednice u Tuzli razgovarao i usmeno dogovorio početak održavanja predavanja iz Mesnevije. Na sjednici od 26. srpnja 1990. godine Medžlis Islamske zajednica u Tuzli je prema tom dogovoru donio zaključak kojim se odobrava održavanje predavanja iz Mesnevije, čime je službeno utemeljena katedra Mesnevije u Tuzli. Tekija od tada svake godine organizira tradicionalni program Šeb-i arusa na kojem se okupljaju derviši iz svih krajeva Bosne i Hercegovine.
Nakon smrti šejh Ahmeda ef. Mešića, tekiju je od 1994. do 2011. vodio vekil Sulejman ef. Suljić. Od 2011. godine tekijom upravlja šejh Edib ef. Kravić. Prvi derviši su bejat dali 24.5.2009. godine. Tekija broji oko 100 derviša po bejatom (zakletvom), a dolaze iz mjesta: Banovići, Brčko, Gračanica, Gradačac, Kalesija, Lukavac, Mostar, Sarajevo, Srebrenica, Srebrenik, Tuzla, Visoko, Vlasenica, Zvornik, Živinice, Sapne. Također, pored derviša iz Bosne i Hercegovine tekija ima derviše i iz Austrije, Francuske i Njemačke.
Tijekom 2020. godine u tekiju su provalili nepoznatni počinitelji koji su tom prilikom pričinili znatnu materijalnu štetu.

## Vanjske povezice
- Posjete Nakšibendijskoj tekiji u Tuzli, kod Jalske džamije  Arhivirana inačica izvorne stranice od 18. listopada 2020. (Wayback Machine)